# ملاکلا (فریدونکنار)
ملاکلا یک روستا در ایران است که در استان مازندران و شهرستان فریدونکنار واقع شده‌است. ملاکلا ۲۵۱ نفر جمعیت دارد.
رودخانه پلنگ واز یکی از سرشاخه‌های کاری رود از این روستا گذشته و در شهر فریدونکنار به دریا مازندران می‌ریزد.
عمده محصول زراعی این روستا برنج از نوع مرغوب طارم محلی یا هاشمی می‌باشد و از دیگر محصولات کشاورزی می‌توان به مرکباتی همچون پرتقال و نارنگی و همچنین نیشکر که به‌صورت محدود کشت می‌شوند.